# 勝浦市立豊浜小学校
勝浦市立豊浜小学校（かつうらしりつ とよはましょうがっこう）は、千葉県勝浦市新官にある公立小学校。

## 沿革
- 1874年（明治7年）3月30日 - 部原村の江澤潤一郎が自邸に部原小学校を開校[1]
- 1874年（明治7年）12月 - 川津村津慶寺に川津小学校を開校（勝浦小学校とのあいだで合併分離を繰り返す）
- 1877年（明治10年）9月1日 - 部原小学校は校舎新築し江澤学校と称する
- 1889年（明治22年） - 江澤学校は豊浜東尋常小学校と改称
- 1890年（明治23年）5月 - 川津小学校は豊浜南尋常小学校と改称
- 1895年（明治28年）10月31日 - 新官へ新築移転
- 1908年（明治41年）10月30日 - 豊浜東と豊浜南を統合して豊浜尋常小学校となる
- 1910年（明治42年）3月 - 高等科を併設し、豊浜尋常高等小学校となる
- 1919年（大正8年）9月 - 現在地に校舎新築移転
- 1941年（昭和16年）4月1日 - 国民学校令施行により豊浜国民学校となる
- 1947年（昭和22年）4月1日 - 学校教育法施行により勝浦町立豊浜小学校となる
- 1958年（昭和33年）10月1日 - 市制施行により勝浦市立豊浜小学校となる

## 通学地区
- 部原、新官、沢倉、川津